# Ritteranolis
Der Ritteranolis (Anolis equestris, Syn.: Deiroptyx equestris) ist eine der bekannteren Echsenarten aus der Familie der Anolidae.

## Beschreibung
Ritteranolis, die größte Art der Familie Dactyloidae, können bis zu einem halben Meter Gesamtlänge erreichen. Die Kopf-Rumpf-Länge beträgt bei männlichen Tieren bis zu 18,8 cm, bei weiblichen Tieren bis zu 17 cm. Sie sind hellgrün und können sich braun verfärben. Junge Weibchen haben in ihren ersten Lebensmonaten weiße Querbänder, junge Männchen sind einfarbig laubgrün. Von den mittelgroßen dorsalen Hornschuppen liegen vertikal 9–19 nebeneinander. Die Tiere haben adhäsive Haftfüße. Ihr Schwanz ist seitlich abgeflacht. Männchen unterscheiden sich durch ihren bunt gezeichneten Kopf von den Weibchen. Beide Geschlechter haben eine rosafarbene Kehlfahne.

## Verbreitung
Das ursprüngliche Verbreitungsgebiet des Ritteranolis befindet sich auf Kuba, doch ist er mittlerweile auch in den Süden Florida und nach Hawaii eingeschleppt worden.

## Lebensweise
Ritteranolis gehören zu den auf Bäumen lebenden Anolis und sind gute Kletterer. Die Tiere besiedeln sowohl Küstenlandschaften als auch savannenartige Gegenden, Alleen und Plantagen. Ritteranolis bewohnen obere Bereiche von Laubbäumen, starkem Gesträuch oder Palmen. Sie sind aggressiv und territorial, zwischen den männlichen Tieren finden häufig Revierkämpfe statt. Ihr Speiseplan ist sehr abwechslungsreich. Dazu gehören neben Früchten, Insekten, Spinnen und Baumfröschen auch Jungvögel und Echsen (inklusive der eigenen Art).
Anolis kommunizieren untereinander, zum Beispiel beim Werben oder Kämpfen, durch Kopfnicken, Aufstellen der Kehlfahne, Anheben, seitliches Abflachen oder Wippen des Körpers und durch Schwanzschläge. Bei Gefahr wenden sie sich von ihrem Gegner ab und ziehen sich auf die gegenüberliegende Astseite zurück.

## Fortpflanzung
Die Fortpflanzungszeit der Ritteranolis reicht von April bis November. Die Weibchen legen ihre Eier etwa drei bis vier Wochen nach der Paarung und graben sie etwa fünf Zentimeter tief in den Bodengrund ein. Die Jungtiere schlüpfen nach 69 bis 72 Tagen und sind dann etwa 11,5 bis 15 Zentimeter lang. Weibchen sind schon mit neun Monaten geschlechtsreif.
Laborstudien haben gezeigt, dass Männchen versuchen sich mit Männchen zu paaren. Möglicherweise sind sie unfähig, Männchen von Weibchen zu unterscheiden.

## Unterarten
Es sind etwa 11 Unterarten bekannt, die sich in der Färbung zum Teil erheblich unterscheiden:
- Anolis equestris brujensis Garrido, 2001
- Anolis equestris buidei Schwartz & Garrido, 1972
- Anolis equestris cincoleguas Garrido, 1981
- Anolis equestris cyaneus Garrido & Estrada, 2001
- Anolis equestris equestris Merrem, 1820
- Anolis equestris juraguensis Schwartz & Garrido, 1972
- Anolis equestris persparsus Schwartz & Garrido, 1972
- Anolis equestris potior Schwartz & Thomas, 1975
- Anolis equestris sabinalensis Garrido & Moreno, 2001
- Anolis equestris thomasi Schwartz, 1958
- Anolis equestris verreonensis Schwartz & Garrido, 1972